# Ольховчик (приток Миуса)
Ольховчик (укр. Вільховчик) — река в Донецкой области Украины, Ростовской области России. Правый приток реки Миуса. В верховьях Ольховчик пересыхает, образуя балку.

## География
Берёт начало в Донецкой области, в посёлке под названием Первомайское (Снежнянский городской совет).
В среднем течении участок русла реки близ села Новопетровского служит границей между Украиной и Россией.
Место впадения в реку Миус — в Ростовской области, к югу от села под названием Куйбышево (Куйбышевский район).

## Населённые пункты
На реке расположены следующие населённые пункты:
Украина
- Первомайское
- Победа
- Первомайский
- Степановка
- Мариновка
- Новопетровское

Россия
- Ольховский
- Новоольховский